# Ford Focus (troisième génération)

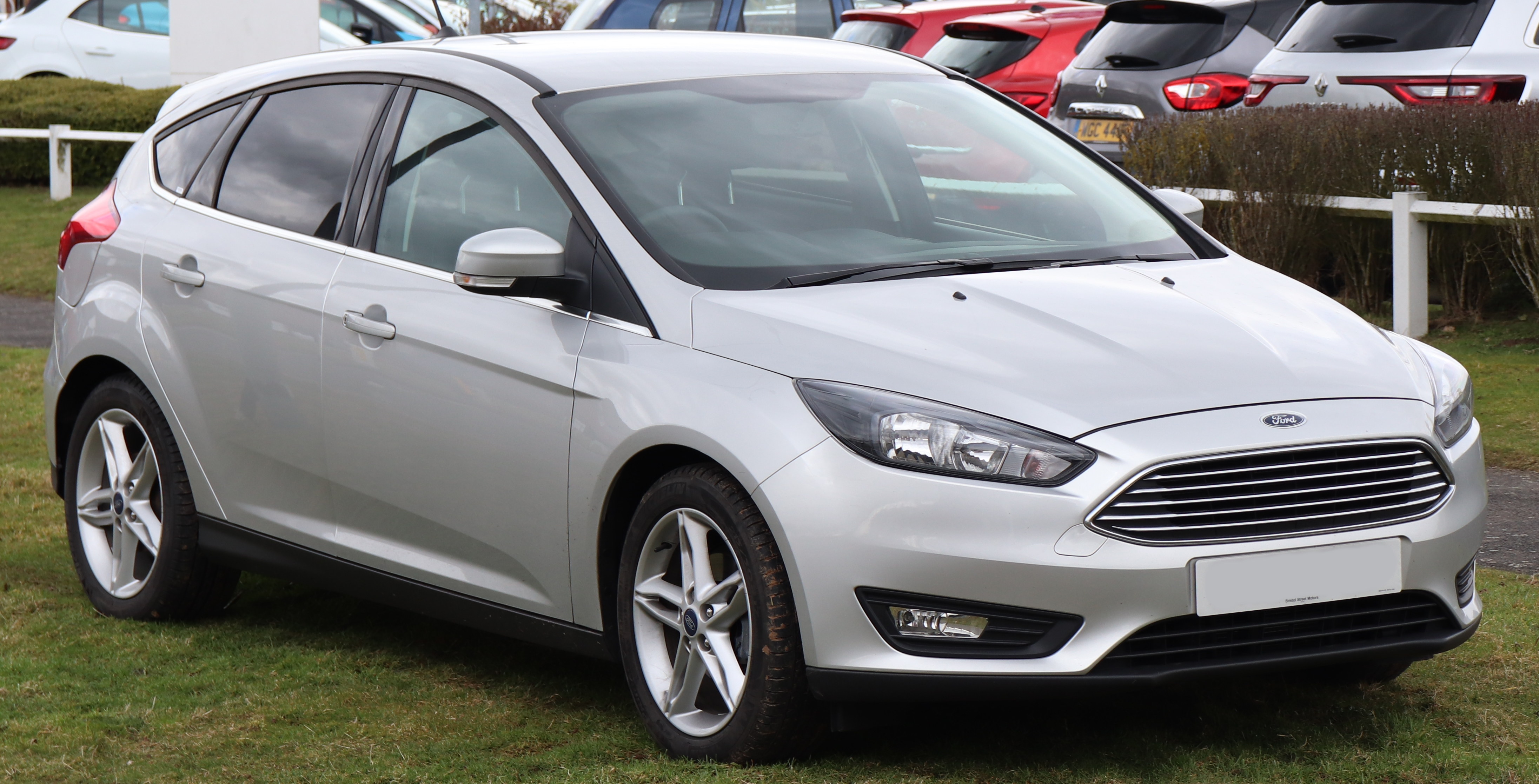
Ford Focus Mk 3.5

Pour un aperçu complet de tous les modèles de Focus, voir Ford Focus.
La Ford Focus (troisième génération), également connue sous le nom de Ford Focus Mk III, (nom de code: C346) a fait ses débuts au Salon international de l'automobile d'Amérique du Nord 2010 en tant que modèle de 2012. Les voitures présentées étaient une berline 4 portes et une berline à hayon 5 portes, avec également un nouveau moteur quatre cylindres en ligne à injection directe de 2,0 litres. Un break 5 portes a été présenté en avant-première au salon de l'auto de Genève un mois plus tard.
Cette génération de Focus serait le premier véhicule Ford conçu sous le mandat du PDG Alan Mulally et de son plan «One Ford», qui visait à tirer parti des ressources mondiales de Ford pour créer des véhicules plus compétitifs qui pourraient être vendus avec des changements minimes dans le monde entier et dans chaque segment.
Le plan «One Ford» réunirait les gammes Focus nord-américaine et mondiale. La version nord-américaine précédente a donc été abandonnée, et le nouveau modèle a été lancé simultanément en Amérique du Nord et en Europe le 2 mars 2011, tous deux ayant commencé la production vers la fin de 2010,. La production en Asie, en Afrique et en Amérique du Sud a suivi plus tard.
Ford a lancé la Ford Focus Electric entièrement électrique au Consumer Electronics Show en 2011 pour rivaliser avec la Nissan Leaf et la Chevrolet Volt et a annoncé le modèle sport ST à hayon au Paris Motion Festival en septembre 2010.
La Ford Focus était la voiture la plus vendue au monde en 2012.

## Conception
La conception était basée sur le Kinetic Design de Ford. Les feux à l'avant ont une forme différente. La calandre trapézoïdale a des caractéristiques triangulaires. À l'arrière, les feux arrière du modèle à hayon sont positionnés plus bas, à l'instar de la Ford Fiesta. L'intérieur a été modifié par rapport à la deuxième génération dans les versions nord-américaine et internationale. Ford souhaitant rendre la Focus plus haut de gamme, elle propose donc deux types de consoles centrales: la console de base est associée avec les moteurs plus petits et la console haut de gamme est disponible avec les moteurs plus puissants.
Cette génération de Focus incorporait une cabine redessinée, des matériaux modifiés et un nouveau système «d'infodivertissement». Suivant la tendance de la concurrence dans l'industrie, et conformément à l'image de «voiture économique» bas de gamme de la berline par rapport à la berline à hayon «premium», les charnières de coffre à amortisseur à gaz peu encombrantes de la berline antérieure sont remplacées par des charnières de style col de cygne moins chères et intrusives. La Focus est également dotée d'un réservoir de carburant sans capuchon breveté par Ford, qui ne nécessite pas de bouchon pour éviter le siphonnage.

## Production
La Focus est promue comme une voiture mondiale, construite dans plusieurs usines différentes à travers le monde, avec des changements dans les gammes de moteurs et les niveaux de finition pour s'adapter aux marchés et aux réglementations régionales. Les sites de production comprennent:
- Sarrelouis, Allemagne, la production a débuté en décembre 2010 pour le marché européen[7].
- Wayne, États-Unis, la production a démarré en février 2011 pour l'Amérique du Nord et le Chili[8].
- Vsevolojsk (Saint-Pétersbourg), Russie, la production a commencé en juillet 2011, avec le modèle break à partir de janvier 2012[9].
- Rayong, Thaïlande, a débuté en mai 2012 pour les marchés d'Asie et d'Australasie, et remplace l'ancienne usine philippine utilisée pour la dernière génération de Focus[10].
- Chongqing, Chine, a commencé la production de la Focus pour le marché chinois en mai 2012[11].
- Taoyuan, Taïwan, a commencé la production de la Focus pour le marché taïwanais en novembre 2012.
- Pacheco, Argentine, a commencé la production de la Focus pour la majeure partie du marché sud-américain en 2013.

## Problèmes de fiabilité de la transmission
Avec la Ford Fiesta, la Focus équipée de la transmission PowerShift DPS6 de Ford a fait l'objet de nombreuses critiques en raison du tremblement de la transmission, y compris de plusieurs Lemon law. Le problème est dû aux embrayages de type sec associés aux modèles à essence. La réponse actuelle de Ford est de remplacer l'ensemble de l'embrayage (avec des pièces mises à jour) lorsque le frisson dépasse 250 tr/min (sur plainte du client).
Il y a eu au moins 6 révisions des embrayages et des modules de commande de transmission depuis leur création. Les nouveaux embrayages et transmissions sont plus résistants à l'usure et à la contamination des fluides, car la source de nombreux problèmes de frémissement impliquait un joint mal installé qui faisait fuir du liquide de transmission sur les embrayages secs. Ford affirme également qu'il y a "des changements dans le matériau de l'embrayage pour de meilleures performances sur toutes les plages de température (nouveau pour 2016)". Certaines plaintes des consommateurs sont dues aux caractéristiques de fonctionnement normales de la transmission, car la DPS6 ne contient pas de couplage hydraulique de convertisseur de couple et ne se comporte pas de la même manière que les transmissions à convertisseur de couple traditionnelles, au lieu de partager certaines caractéristiques des transmissions manuelles traditionnelles.

## Marché nord-américain
Comme dans la plupart des autres marchés non européens, seules les berlines 4 portes et à hayon 5 portes sont proposées aux États-Unis et au Canada. La consommation de carburant évaluée par l'EPA est de 8,4 L/100 km en ville, 6,2 L/100 km sur autoroute pour les modèles à boîte automatique à 6 vitesses et de 9,0 L/100 km, 6,5 L/100 km sur autoroute pour les modèles à boîte manuelle 5 vitesses. La finition SFE, qui ne peut être ajoutée qu'à la finition SE de la berline avec la transmission automatique PowerShift à double embrayage, améliore la consommation de carburant sur autoroute à 5,9 L/100 km. La plate-forme sur laquelle la nouvelle Focus est basée est 25% plus solide que celle de la version nord-américaine précédente.

### Gamme de moteurs en Amérique du Nord
La Focus a été lancée avec une seule option de moteur, un 4 cylindres Duratec 20 Ti-VCT à injection directe de 2,0 litres développant 162 ch (119 kW). Mi-2012, la capacité Flex Fuel a été ajoutée., sauf pour les États des États-Unis qui adhèrent à la réglementation sur les véhicules à zéro émission partielle. Le moteur est un dérivé du moteur à injection portuaire de 2,0 litres de la génération précédente de Focus. Fin 2012, la gamme a été rejointe par la Focus ST, avec un moteur turbocompressé de 2,0 litres développant 255 ch (188 kW) (disponible uniquement avec une transmission manuelle).
Pour le rafraîchissement de 2015, le moteur trois cylindres EcoBoost de 1,0 litre a commencé à être offert en Amérique du Nord en tant qu'option à coût supplémentaire pour la version SE. Le modèle de 2016 a ajouté le moteur EcoBoost de 2,3 litres pour le nouveau niveau de finition RS.

### Caractéristiques
| Moteur                                                                   | Boîte de vitesses | Puissance                      | Couple                 | Litres aux 100 km en ville | Litres aux 100 km sur autoroute | Litres aux 100 km US combiné | Vitesse de pointe            | 0 à 97 km/h (en secondes) |
| ------------------------------------------------------------------------ | ----------------- | ------------------------------ | ---------------------- | -------------------------- | ------------------------------- | ---------------------------- | ---------------------------- | ------------------------- |
| Moteur trois cylindres en ligne GDI turbocompressé de 1,0 L              | 6M                | 125 ch (92 kW) à 6 350 tr/min  | 201 N m à 5 000 tr/min | 8,1                        | 5,9                             | 7,1                          | 208 km/h (glissement limité) | 9 s 4                     |
| Moteur trois cylindres en ligne GDI turbocompressé de 1,0 L              | 6A                | 125 ch (92 kW) à 6 350 tr/min  | 201 N m à 5 000 tr/min | 8,4                        | 5,9                             | 7,1                          | 193 km/h (glissement limité) | 10 s 2                    |
| Quatre cylindres en ligne GDI Ti-VCT de 2,0 L                            | 5M                | 162 ch (119 kW) à 6 500 tr/min | 198 N m à 4 450 tr/min | 9,0                        | 6,5                             | 7,8                          | 196 km/h (glissement limité) | 7 s 4                     |
| Quatre cylindres en ligne GDI Ti-VCT de 2,0 L                            | 6A                | 162 ch (119 kW) à 6 500 tr/min | 198 N m à 4 450 tr/min | 8,7                        | 6,2                             | 7,6                          | 196 km/h (glissement limité) | 7 s 6                     |
| Moteur quatre cylindres en ligne GDI Ti-VCT PZEV de 2,0 L                | 5M                | 161 ch (119 kW) à 6 500 tr/min | 198 N m à 4 450 tr/min | 9,0                        | 6,5                             | 7,8                          | NA                           | NA                        |
| Moteur quatre cylindres en ligne GDI Ti-VCT PZEV de 2,0 L                | 6A                | 161 ch (119 kW) à 6 500 tr/min | 198 N m à 4 450 tr/min | 8,7                        | 6,2                             | 7,6                          | NA                           | NA                        |
| Moteur quatre cylindres en ligne GDI turbocompressée de 2,0 L            | 6M                | 255 ch (188 kW) à 5 500 tr/min | 366 N m à 2 500 tr/min | 10,2                       | 7,4                             | 9,0                          | 249 km/h                     | 6 s 0                     |
| Moteur quatre cylindres en ligne GDI turbocompressée de 2,3 L (Focus RS) | 6M                | 355 ch (261 kW) à 6 000 tr/min | 475 N m à 3 200 tr/min | 12,4                       | 9,4                             | 10,7                         | 266 km/h                     | 4 s 6                     |

### Modifications courantes
Les choix de couleurs ont été limités pendant l'été 2011, en raison de problèmes d'approvisionnement causés par le tremblement de terre/tsunami de 2011 au Japon. Lorsque le noir et le bleu foncé sont revenus, ils ont été remplacés par des nuances différentes, même si la suppression progressive de Kona Blue en faveur de Sonic Blue avait été prévue.
En 2012, l'ancien modèle Titanium, autrefois uniquement automatique, était proposé avec une transmission manuelle. En mars 2012, Ford a révisé le guide de commande des modèles Titanium pour également inclure une option permettant de supprimer le MyFord Touch, en la remplaçant par la version MyFord non tactile. Bien que le MyFord Touch soit une option de 995 $ sur les modèles SEL et que la transmission automatique PowerShift une option de 1 095 $ sur les modèles S et SE, aucune réduction n'est appliquée aux modèles Titanium à transmission manuelle ou sans MyFord Touch.
Les changements de l'année modèle 2013 pour les modèles non-ST sont; Les modèles SE bénéficient de jantes de style SYNC en alliage standard, la finition SEL est abandonnée au profit d'une «finition d'apparence SE» qui comprend la plupart des caractéristiques de la SEL, mais avec des choix de garnitures standard limités au cuir noir, tandis que les modèles Titanium reprennent également une sellerie en cuir standard et perdent le rétroviseur à atténuation automatique et les essuie-glaces à détection de pluie. Elles sont toutes désormais livrées de série avec la boîte manuelle à 5 vitesses, laissant la finition SFE comme étant la dernière et unique Focus automatique (à l'exception du modèle électrique avec transmission à entraînement direct), et les choix de couleurs sont réorganisés.

## Marché européen
La gamme du Royaume-Uni est disponible en berline à hayon et break dans un grand nombre de variantes de finition. La plupart des autres pays européens, y compris la république d'Irlande, incluent également la berline quatre portes, contrairement à la Grande-Bretagne ou les modèles berline quatre portes de la génération précédente ne se vendaient pas aussi bien que la berline à hayon et le break.

### Gamme de moteurs en Europe
- EcoBoost de 1,0 litre : ce moteur trois cylindres turbocompressé est produit en deux variantes, produisant 101 et 127 ch (75 et 93 kW). Il a remplacé le Duratec Ti-VCT de 1,6 litre en 2012[26].
- Duratec Ti-VCT de 1,6 litre : ce moteur est une version mise à jour du même moteur du modèle précédent, avec des collecteurs d'admission et d'échappement améliorés. Les améliorations signifient également que le moteur a été mis à jour aux normes d'émissions Euro 5 et Euro 6. Le Ti-VCT de 1,6 litre est disponible en trois versions, 86 ch (63 kW), 106 ch (78 kW) et 127 ch (93 kW). Les valeurs de couple sont respectivement de 141 N m, 150 N m et 159 N m.
- EcoBoost de 1,5 litre : ce moteur venait avec la transmission manuelle Durashift B6. Il était disponible avec 152 ou 185 ch (112 ou 136 kW), les deux versions produisant un couple de 240 N m et 270 N m avec la fonction overboost. Le moteur de 152 ch (112 kW) est évalué pour atteindre le 0 à 97 km/h en 7,6 secondes tandis que le moteur de 185 ch (136 kW) le complète en 7,1 secondes. Le moteur de 1,6 litre a été remplacé par le moteur de 1,5 litre en 2015.
- Duratorq de 1,6 litre : tout comme le moteur essence Duratec, le diesel est amélioré pour les émissions et l'économie. Ce moteur possède huit soupapes au lieu de 16 sur le modèle précédent. La version de base produit 96 ch (71 kW) et 230 N m, tandis que la version haut de gamme génère 117 ch (86 kW) et 270 N m avec 285 N m avec la fonction overboost. Pour le modèle Focus Econetic, le moteur produit 106 ch (78 kW).
- Duratorq de 2,0 litres : le moteur diesel haut de gamme est hautement mis à jour et disponible avec transmission PowerShift, il se décline en deux versions, 152 et 188 ch (112 et 138 kW), qui produisent 370 et 400 N m de couple, respectivement.

### Sécurité et rappel
En 2017, Ford a rappelé la Ford Focus équipée de moteur EcoBoost de 1,6 L en raison d'un risque d'incendie moteur causé par un «manque de circulation du liquide de refroidissement». Aux États-Unis et au Canada, 29 incendies liés au moteur ont été signalés à Ford. Le rappel a en partie contribué à une charge de 300 millions de dollars américains par Ford,.

## Australie
Annoncé en 2010, la Focus australienne devait arriver en août 2011. La mise en vente serait une berline à hayon et une berline à malle, en 4 niveaux de finition et 3 groupes motopropulseurs. La gamme Focus commence avec l'Ambiente de base, la Trend, la Sport de milieu de gamme et la Titanium haut de gamme. La Ford Focus est alimentée par 2 moteurs essence, un moteur essence 1,6 L de 92 kW et 159 N m, un moteur essence 2,0 L de 118 kW et 198 N m et un diesel, un 2,0 L turbo diesel de 120 kW et 340 N m. L'Ambiente vient avec le moteur de 1,6 L, et les Trend, Sport et Titanium standard viennent avec le moteur essence de 2,0 L, le moteur diesel de 2,0 L est disponible en option. La puissance est transmise par une boîte manuelle à 5 vitesses sur tous les modèles, à l'exception de la Titanium, et une transmission automatique PowerShift à double embrayage à 6 vitesses est de série sur la Titanium et en option sur tous les autres modèles (de série avec le moteur diesel).

## Autres marchés

### Asie
En mars 2012, la Focus a été lancée sur les marchés de l'ANASE au Salon international de l'automobile de Bangkok. La gamme Thaïlandaise comprend : Ambiente de 1,6 L, Trend de 1,6 L, Sport berline 5 portes de 2,0 L, Titanium berline de 2,0 L, Sport berline 5 portes de 2,0 L et Titanium berline de 2,0 L, tandis qu'en Malaisie, il n'y a que les variantes de 2 litres.
À Taïwan, l'assemblage a commencé fin 2012. 2 moteurs essence (Ti-VCT 1,6 L de 125 ch (92 kW) et GDI 2,0 L de 170 ch (125 kW)) et 1 moteur diesel (TDCi 2,0 L de 163 ch (120 kW)) disponibles, elles sont toutes livrées avec une transmission PowerShift car le modèle à transmission manuelle n'était pas disponible. 8 niveaux de finition:
Sur le marché coréen, le moteur diesel Duratorq TDCi de 2,0 L est le seul moteur disponible (disponible en configuration 142 ch (104 kW) et 165 ch (122 kW)), et elles sont toutes livrées avec la transmission PowerShift car le modèle à transmission manuelle n'était pas disponible. 3 niveaux de finition: Trend (142 ch (104 kW)), Sport (165 ch (122 kW)), Titanium (165 ch (122 kW)), toutes disponibles en version berline à hayon et berline à malle.
Au Japon, le moteur GDI Ti-VCT de 2,0 L avec la finition Sport à hayon cinq portes avec soit la transmission manuelle à double embrayage à cinq vitesses, soit la transmission automatique «Power Shift» à six rapports était le seul modèle actuellement proposé. L'assemblage est passé de l'usine d'assemblage de carrosserie de Saarlouis à l'usine AutoAlliance en Thaïlande. Ses dimensions de largeur à 1 810 mm ne sont pas dans la classification fiscale favorable des voitures compactes japonaises.

## Caractéristiques
Modèle à hayon 5 portes, la disponibilité varie selon les marchés
| Moteur                     | Transmission    | Puissance Couple        | Litres aux 100 km En ville | Litres aux 100 km Sur autoroute | Litres aux 100 km Combiné | Vitesse de pointe | 0 à 100 km/h (en secondes) | Émissions de CO2 |
| Moteurs essence            | Moteurs essence | Moteurs essence         | Moteurs essence            | Moteurs essence                 | Moteurs essence           | Moteurs essence   | Moteurs essence            | Moteurs essence  |
| -------------------------- | --------------- | ----------------------- | -------------------------- | ------------------------------- | ------------------------- | ----------------- | -------------------------- | ---------------- |
| EcoBoost de 1,0 L (2012–)  | 5M              | 100 ch (74 kW) 170 N m  | 5,9                        | 4,1                             | 4,8                       | 187 km/h          | 12 s 5                     | 109 g/km         |
| EcoBoost de 1,0 L (2012–)  | 6M              | 125 ch (92 kW) 170 N m  | 6,3                        | 4,2                             | 5,0                       | 195 km/h          | 11 s 3                     | 114 g/km         |
| Duratec Ti-VCT de 1,6 L    | 5M              | 85 ch (63 kW) 141 N m   | 8,0                        | 4,7                             | 5,9                       | 170 km/h          | 14 s 9                     |                  |
| Duratec Ti-VCT de 1,6 L    | 5M              | 105 ch (77 kW) 150 N m  | 8,0                        | 4,7                             | 5,9                       | 187 km/h          | 12 s 3                     | 136 g/km         |
| Duratec Ti-VCT de 1,6 L    | 5M              | 125 ch (92 kW) 159 N m  | 8,0                        | 4,7                             | 5,9                       | 195 km/h          | 10 s 9                     | 149 g/km         |
| Duratec Ti-VCT de 1,6 L    | 6A              | 125 ch (92 kW) 159 N m  | 9,3                        | 4,8                             | 6,4                       | 193 km/h          | 11 s 7                     |                  |
| EcoBoost de 1,5 L          | 6M              | 150 ch (110 kW) 240 N m | 7,6                        | 4,9                             | 5,9                       | 210 km/h          | 8 s 6                      | 137 g/km         |
| EcoBoost de 1,5 L          | 6M              | 182 ch (134 kW) 240 N m | 7,6                        | 4,9                             | 5,9                       | 222 km/h          | 7 s 9                      | 137 g/km         |
| EcoBoost de 2,0 L          | 6M              | 250 ch (184 kW) 360 N m | 9,9                        | 5,6                             | 7,2                       | 248 km/h          | 6 s 5                      | 169 g/km         |
| Moteurs diesel             |                 |                         |                            |                                 |                           |                   |                            |                  |
| Duratorq de 1,6 L          | 6M              | 95 ch (70 kW) 230 N m   | 5,1                        | 3,7                             | 4,2                       | 180 km/h          | 12 s 5                     | 109 g/km         |
| Duratorq de 1,6 L          | 6M              | 115 ch (85 kW) 270 N m  | 5,1                        | 3,7                             | 4,2                       | 193 km/h          | 10 s 9                     | 109 g/km         |
| Duratorq Econetic de 1,6 L | 6M              | 105 ch (77 kW) 270 N m  | 3,9                        | 3,1                             | 3,4                       | 187 km/h          | 11 s 8                     | 88 g/km          |
| Duratorq de 2,0 L          | 6A              | 115 ch (85 kW) 300 N m  | 6,6                        | 4,3                             | 5,2                       | 196 km/h          | 10 s 9                     |                  |
| Duratorq de 2,0 L          | 6M              | 140 ch (103 kW) 320 N m | 6,1                        | 4,1                             | 4,9                       | 207 km/h          | 8 s 9                      | 124 g/km         |
| Duratorq de 2,0 L          | 6A              | 140 ch (103 kW) 320 N m | 6,6                        | 4,3                             | 5,2                       | 205 km/h          | 9 s 5                      | 134 g/km         |
| Duratorq de 2,0 L          | 6M              | 163 ch (120 kW) 340 N m | 6,1                        | 4,1                             | 4,9                       | 218 km/h          | 8 s 6                      | 124 g/km         |
| Duratorq de 2,0 L          | 6A              | 163 ch (120 kW) 340 N m | 6,6                        | 4,3                             | 5,2                       | 215 km/h          | 8 s 9                      | 134 g/km         |

## Lifting (2014-2018)
Le lifting de mi-cycle de la Ford Focus (Mk 3.5) a été présenté au Salon de l'automobile de Genève 2014 et présente une série de changements apportés à la fois à l'extérieur, à l'intérieur et à la gamme de moteurs.
Les révisions apportées à la carrosserie étaient des phares plus fins et plus nets, une nouvelle calandre trapézoïdale, donnant à l'avant une intention plus sportive que celui du modèle précédent. La nouvelle face avant est similaire à celle de la Mondeo de 2014 ainsi que de la Fiesta rénovée en 2013, tout en étant également inspirée du concept Ford Evos de 2011 ainsi que de divers véhicules d'Aston Martin. (Ford détient une participation de 8% dans Aston Martin.) Les Ford C-Max et Grand C-Max rénovés en 2015 et les S-Max et Galaxy de 2015 ont également intégré le nouveau visage de la famille Ford. Sur les modèles Titanium et Titanium X, la calandre est chromée, et sur les autres versions, elle est en maille noire. La ST dispose d'une calandre noire de style nid d'abeille. Les phares antibrouillards avant ont également été modifiés. À l'arrière du modèle à hayon, les feux arrière ont été changés, de sorte qu'ils paraissent plus nets et moins maladroits. Le break et la berline à malle (la berline à malle n'est pas disponible en Grande-Bretagne), ont également subi des révisions subtiles de leurs arrières.
À l'intérieur, la multitude de boutons du tableau de bord a été supprimée et remplacée par un tout nouvel écran tactile de 20 cm. La qualité des plastiques s'est améliorée et le volant a été remplacé par un volant à trois branches. Les niveaux de finition au Royaume-Uni se composent de Studio, Style (au lieu d'Edge en raison du SUV basé sur la Ford Mondeo), Zetec, Zetec S (y compris les éditions spéciales Red et Black) - par la suite remplacée en 2016 par la Zetec Edition, ST-Line (et plus tard ST-Line X), Titanium, Titanium X et ST. Les niveaux de finition en Europe sont similaires à ceux du modèle d'avant le lifting, y compris Ambiente, Trend, Tend+, Titanium et ST. Les nouveaux moteurs diesel Duratorq TDCi de 1,5 L (96 et 122 ch (71 et 89 kW)) et EcoBoost de 1,5 L (152 et 182 ch (112 et 134 kW)) ont été ajoutés à la gamme. Le moteur diesel Duratorq TDCi de 2,0 L a été mis à jour pour produire 152 et 188 ch (112 et 138 kW).
Le nouveau modèle RS de troisième génération a été mis en vente en 2016, avec un prix d'environ 31 000 £ et le nouveau moteur EcoBoost de 2,3 L de la Ford Mustang, mais mis à jour pour produire 355 ch (261 kW). Elle a été révélée dans sa variante de production au Salon de l'automobile de Genève 2015 et présentée au Goodwood Festival of Speed 2015.
Les améliorations mécaniques apportées à la Ford Focus rénovée sont des révisions du châssis sur toutes les versions, pour rendre la voiture plus adhérente sur la route, et la direction est également plus nette que sur le modèle d'avant le lifting, tout en offrant un meilleur retour d'expérience pour plus de plaisir de conduite et d'amusement, ce qui est la marque de fabrique de la Focus depuis son lancement en 1998.

### Gamme de moteurs en Europe

#### EcoBoost de 1,0 litre
Le moteur trois cylindres primé est produit en deux variantes, avec 101 et 127 ch (75 et 93 kW) et 140 ch (103 kW).

#### Duratec Ti-VCT de 1,6 litre
Ce moteur est une version mise à jour du même moteur que le modèle précédent, lui permettant de mieux respirer avec des collecteurs d'admission et d'échappement améliorés. Les améliorations signifient également que le moteur a été mis à jour aux normes EU5 (normes EU6 à partir de 2015). À partir de 2014, le moteur Ti-VCT de 1,6 L était disponible en trois versions: 86 ch (63 kW), 106 et 127 ch (78 et 93 kW), mais également en 86 kW (117 ch) avec GPL d'usine sur certains marchés européens (c'est-à-dire: marché allemand - LPG Bivalenten Autogasmotor 1,6 L/français: moteur bi-carburant GPL). Il a été abandonné en 2016.

#### EcoBoost de 1,5 litre
Ce tout nouveau moteur remplace l'EcoBoost de 1,6 litre avec la même puissance, mais avec une économie améliorée. Le moteur est équipé de la boîte de vitesses manuelle Durashift B6 de Ford-Getrag ou d'une nouvelle transmission automatique avec convertisseur de couple (6F35) disponible sur la Focus pour la première fois. Dans la Focus, il est disponible avec 179 ch (132 kW) et 240 N m de couple, c'est le seul moteur proposé dans les modèles Trend, Sport et Titanium australiens.

#### EcoBoost de 2,0 litres
Exclusif à la gamme ST, ce moteur continue de produire 255 ch (188 kW) et n'est disponible qu'avec la boîte manuelle à 6 rapports, produisant un couple de 360 N m.

#### EcoBoost de 2,3 litres
Ce tout nouveau moteur est déjà utilisé dans la Ford Mustang de nouvelle génération et utilisé dans la Focus RS de troisième génération depuis 2016 avec une puissance de 355 ch (261 kW).

#### Duratorq TDCi de 1,6 litre
Tout comme le moteur essence Duratec, ce moteur diesel a été amélioré pour de meilleures émissions et une meilleure économie pour la Focus de troisième génération. Il produisait 96 ch (71 kW) et 230 N m dans la version de base et 117 ch (86 kW) et 270 N m de couple dans la version plus puissante. Pour le modèle Focus Econetic, le moteur produisait 106 ch (78 kW). À partir de 2016, le moteur a été remplacé par le moteur TDCi de 1,5 litre

#### Duratorq TDCi de 1,5 litre
À partir de 2014, un tout nouveau moteur remplace l'ancien moteur diesel Duratorq de 1,6 litre (malgré un fonctionnement côte à côte pendant quelques années) à partir de 2016, et se décline en trois variantes: 96 ch (71 kW) avec 250 N m de couple et 120 ch (89 kW) avec 270 N m de couple. Une option Econetic est également disponible, avec 106 ch (78 kW), mais réglée pour l'économie plutôt que la performance.

#### Duratorq TDCi de 2,0 litre
Le moteur diesel haut de gamme est fortement révisé et mis à jour et est disponible avec la transmission PowerShift de Ford et la boîte manuelle à 6 vitesses. Il se décline désormais en deux nouvelles versions, 165 ch (122 kW) avec 370 N m de couple et 188 ch (138 kW) avec 400 N m de couple, ce dernier est également disponible dans la ST.

## ECOnetic
La Focus ECOnetic de deuxième génération comprend de nouvelles technologies pour 2011, telle que le système Auto-Start-Stop, recharge régénérative intelligente, mode écologique, volet de calandre actif, pneus à très faible résistance au roulement, témoin lumineux pour changement de vitesse et rapport de transmission final révisé visant des émissions de CO2 moyennes de 95 g/km et 2,9 L/100 km. La Focus ECOnetic de troisième génération aura un moteur Duratorq 1,6 litre de 106 ch (78 kW) de Ford amélioré avec filtre à particules diesel enrobé (FPDe).

## Focus Electric
Article principal: Ford Focus Electric
En janvier 2011, Ford a lancé la version de pré-production basée sur la Focus Mark III sous le nouveau nom de Ford Focus Electric au Consumer Electronics Show, plutôt qu'au traditionnel Salon de l'auto nord-américain. avec des ventes prévues sur le marché américain d'ici la fin de 2011 et en Europe d'ici 2013. Le concept de voiture électrique a été dévoilé au salon de l'automobile de Francfort 2009 sous le nom de Ford Focus BEV,. La Focus BEV était basée sur la Focus européenne de deuxième génération.
Pour la Focus Electric, Ford a utilisé un train d'entraînement électrique complet développé et fourni par Magna Steyr, et utilise une batterie lithium-ion de 23 kWh refroidie par liquide, a une autonomie de 160 km pour une seule charge et a une vitesse maximale de 135 km/h.
La Focus Electric sera construite à l'usine d'assemblage du Michigan à Wayne, Michigan, sur la même chaîne que la version à essence de la Focus, le C-Max Energi hybride rechargeable et le C-Max Hybrid,. La production initiale sera limitée, avec une augmentation de la production en 2012.
Les ventes de la Ford Focus BEV étaient prévues pour fin 2011, et elle n'était initialement disponible que dans 19 régions métropolitaines, y compris Atlanta, Houston et Austin au Texas, Boston, Chicago, Denver, Detroit, Los Angeles, San Francisco, San Diego, New York, Orlando en Floride, Phoenix et Tucson en Arizona, Portland en Oregon, Raleigh-Durham, Richmond en Virginie, Seattle et Washington D.C.
La Ford Focus Electric a reçu le prix Green Car Vision 2011 au Salon de l'auto de Washington 2011.
La Ford Focus Electric de 2017 est disponible en Amérique du Nord et en Europe avec une charge rapide sur Courant Continu et une batterie plus grande de 33,5 kWh.

## Focus ST
À partir de l'été 2012 (Royaume-Uni)/fin 2012 aux États-Unis, Ford a proposé la nouvelle Focus ST sportive axée sur les performances, elle a été révélée pour la première fois au Mondial de l'Automobile de Paris 2010, puis au Salon de Francfort 2011 lorsque plus de détails ont été annoncés, y compris la disponibilité d'une version break pour les marchés européens et la possibilité d'une version berline à malle sportive pour les marchés nord-américains.
La ST présente un nouveau design extérieur plus agressif, y compris un pare-chocs avant redessiné avec des prises d'air et une calandre plus grandes, aile arrière plus grande, rebords latéraux plus larges, échappement à sortie centrale et jantes en alliage. À l'intérieur, la voiture reçoit un trio de jauges supplémentaires montées dans le tableau de bord, garniture en fibre synthétique et sièges sport avec empiècements et surpiqûres couleur carrosserie. La voiture se verra offrir trois options de finition: ST1, ST2 et ST3; les trois mêmes options disponibles sur la ST MkII.
Les différences entre les modèles américains et européens, en plus de l'absence du modèle break en dehors de l'Europe et des réflecteurs latéraux ambrés requis par le gouvernement fédéral, se limitent à la peinture et aux finitions: les ST1 européenne reçoivent des sièges Recaro entièrement en tissu tandis que les ST1 aux normes américaines utilisent les mêmes sièges que la finition SE Sport de 2012; les garnitures de siège Red sur les sièges Recaro ne sont pas disponibles sur les ST2 américaines; les ST3 européenne disposent d'une configuration de siège arrière Recaro en cuir; les appuie-tête arrière sont différents sur chaque marché; le rouge est la seule couleur extérieure incluse dans le prix de base en Europe, tandis que le jaune est la seule couleur avec supplément aux États-Unis; le système MyFord Touch est installé en option dans les modèles ST2/ST3 des États-Unis et n'est pas proposé en Europe; La ST nord-américaine utilise un grand pneu de secours tandis que la ST européenne dispose d'une mini roue de secours ou d'un kit de réparation pour pneus plat, selon le système audio installé; la ST européenne offre d'autres options (certaines regroupées dans des finitions optionnelles) par rapport aux modèles nord-américains, notamment: des étriers de frein rouges (de série sur tous les niveaux de finition de la ST aux États-Unis), protections de porte escamotables, pare-brise chauffant, système de sortie de voie et limiteur de vitesse actif; les lave-phares sont montés sur la ST3 européenne; Seul le modèle ST3 des États-Unis présente la conception de frein à main, d'accoudoir et de porte-gobelet de la Focus Titanium, alors que toutes les Focus ST européenne et canadienne ont cette configuration et la Focus ST européenne dispose d'un siège passager avant réglable en hauteur.
La ST utilise une version à 255 ch (188 kW) et 366 N m du moteur 4 cylindres EcoBoost de 2,0 L, soit un gain de 25 ch (19 kW) par rapport à la précédente Focus ST qui utilisait un plus gros moteur 5 cylindre de 2,5 L. On estime ainsi que la ST atteindra 100 km/h en 6,1 secondes, tandis que sa vitesse maximale sera de 248 km/h. Par rapport à la ST précédente, le nouveau modèle a le même temps de 0 à 100 km/h et une vitesse de pointe supérieure de 3 km/h. Une autre amélioration significative est le poids; la nouvelle voiture pèse 30 kg de moins que sa prédécesseur à 5 cylindres.
La ST a été présentée dans le film The Sweeney de 2012, un remake de la série télévisée du même nom des années 1970. Ford a donné six Focus avec le badge ST à l'équipe de production.

### Lifting (2015-2018)
Pour l'année modèle 2015, la ST a continué d'utiliser le moteur EcoBoost 2,0 L de 255 ch (188 kW) avec une boîte de vitesses manuelle à 6 vitesses dans les versions ST1, ST2 et ST3 pour les marchés européen et américain, et une version ST unique pour le marché australien. Des mises à jour ont été apportées aux carénages avant et arrière pour coïncider avec les changements mis en œuvre dans la Focus standard, y compris les feux, la calandre et le diffuseur arrière. La disponibilité des styles de carrosserie à hayon 5 portes et break est restée inchangée. Pour les marchés européens, un moteur diesel Duratorq TDCi de 2,0 L était disponible dans la ST avec une boîte automatique PowerShift à 6 rapports pour rivaliser avec la Volkswagen Golf GTD et la SEAT León FR. La puissance nominale du moteur Duratorq de 2,0 L est de 185 ch (136 kW) et de 407 N m de couple dans la ST. Les prix et les badges sont les mêmes pour les modèles essence et diesel.

## Focus RS
À la suite des fusions de la Special Vehicle Team (SVT) nord-américaine de Ford et des divisions TeamRS européenne et FPV australienne pour le développement des véhicules de performance mondiale de Ford, Hermann Salenbauch, directeur de la création de produits avancés et des véhicules de performance de Ford, a déclaré que la décision de vendre la Ford Focus RS/SVT en Amérique du Nord dépendait des commentaires des médias et des clients. Cependant, le produit n'apparaîtrait que 2 ans après la sortie des modèles Focus de troisième génération. Le 4 août 2011, le patron de Ford pour les petites voitures mondiales, Gunnar Herrmann, a révélé au magazine Drive que la troisième itération de la berline sportive était en préparation. La nouvelle RS devait arriver vers fin 2015 en Europe et dans le reste du monde; en Amérique du Nord, elle arrivera après 2015. Le 21 janvier 2015, Ford a publié une vidéo teaser présentant la Ford Focus RS de 2015 et le 3 février, a organisé un événement de révélation en streaming sur le Web depuis Cologne, en Allemagne.
Au Salon de l'automobile de Genève 2015, la Ford Focus RS MKIII prête pour la production a été dévoilée; avec le moteur EcoBoost turbocompressé 2,3 L de 2 261 cm3 de la Mustang avec plus de 324 ch (239 kW). Dans la Focus RS, le moteur lui-même produit 355 ch (261 kW) à 6 000 tr/min et 475 N m à 3 200 tr/min de couple. La puissance est transmise aux quatre roues via le tout nouveau système de traction intégrale à vecteur de couple de Ford avec une unité de propulsion arrière conçue par GKN, ainsi qu'une suspension et des freins améliorés. De plus, la nouvelle Focus RS sera équipée de modes de conduite - y compris un Drift Mode, une première dans l'industrie, qui permet des dérives de survirage contrôlées - et un Launch Control. La RS sera dotée d'une finition aérodynamique spécifique pour le modèle qui permet de la différencier des autres modèles de Focus. La RS est capable d'accélérer jusqu'à 100 km/h en 4,7 secondes. 2018 a marqué la dernière année modèle de la Ford Focus RS. Ford Performance a lancé des véhicules Final Edition avec un nouveau différentiel à glissement limité mécanique Quaife. Cependant, il n'y a eu aucune mise à niveau des chiffres de puissance et de couple par rapport aux années modèles précédentes. La Focus RS de 2018 n'était disponible qu'en 2 couleurs, Race Red et Nitrous Blue. Le toit, le becquet et les coques de rétroviseurs noirs Gloss ont été ajoutés pour différencier la Final Edition. Seulement 1 000 Ford Focus RS de 2018 étaient disponibles pour les conducteurs américains et 500 pour le Canada. En guise d'hommage final à la RS, l'Heritage Edition, uniquement britannique, a été révélée pour célébrer le lien fort entre le marché britannique et les véhicules de performance de Ford. Fini dans une couleur Deep Orange unique et équipé d'usine de la finition Mountune FPM 375 augmentant la puissance de 350 ch (257 kW) à 380 ch (280 kW) et équipé du différentiel à glissement limité Quaife, seuls 50 ont été fabriqués et elle coûte 7 000 £ de plus que la Focus RS standard du Royaume-Uni.

## Commercialisation
La Ford Focus a été promue dans The Amazing Race, une émission de téléréalité mettant en vedette 11 équipes qui couraient à travers le monde. La Focus a été utilisée dans quelques saisons en tant que moyen de transport pour les coureurs. Dans le 18e épisode, la Ford Focus de 2012 a également été utilisée comme prix pour la première équipe qui termine une étape de la course.

## Sports mécaniques
Chip Ganassi Racing a engagé, avec Felix Sabates, une Ford Focus dans la catégorie IMSA Continental Tire SportsCar Challenge Street Tuner en 2014.
La Division Hoonigan Racing présente deux Ford Focus RS de rallycross au Championnat du Monde des Rallycross 2016 de la FIA, avec les pilotes Andreas Bakkerud et Ken Block. Le 4 septembre 2017, Ford Performance et Hoonigan Racing Division ont annoncé leur retrait du Championnat du monde de rallycross après la saison 2017. 

## Apparition dans les médias
Une Focus RS de 2017 est apparue dans la saison 4, épisode 2 (La Chasse au trésor) de l'émission originale de Prime Video, The Grand Tour. Elle était conduite par Richard Hammond, qui a modifié la voiture en enlevant les roues et en mettant des chenilles. Il a également repeint la voiture du bleu au noir.

## Arrêt et fin de production (modèles nord-américains)
Le 4 mai 2018, la dernière Ford Focus de 2018 a été assemblée à l'usine d'assemblage de la Ford Motor Company au Michigan à Wayne, Michigan. L'usine d'assemblage du Michigan continuera de produire le tout nouveau Ford Ranger de 2019 pour l'Amérique du Nord. Un crossover nommé Ford Focus Active devait être importé de Chine. Il était prévu qu'elle soit vendue en Amérique du Nord pour l'année modèle 2020. En août 2018, Ford a annulé ses projets d'importation de la Focus Active de construction chinoise pour l'Amérique du Nord, invoquant des problèmes tarifaires.